# Tarfaladalen

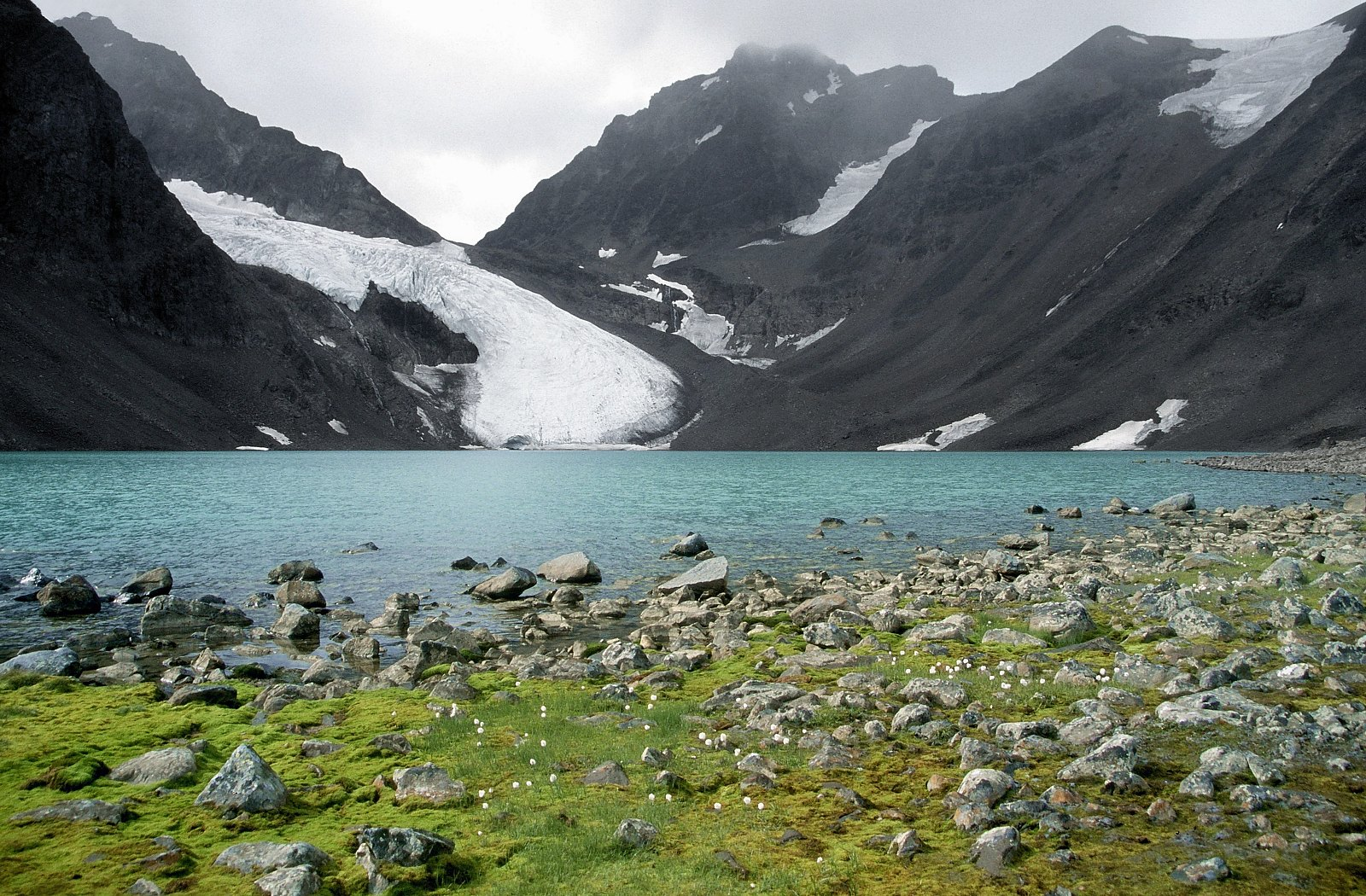
Tarfalajaure, Kaskasapakte och Kebnepakteglaciären i bildens mitt. Den så kallade Jojoleden börjar i passet bakom glaciären.

Tarfaladalen eller Tarfalavagge (nordsamiska Darfalvággi) är den högfjällsdal som ligger närmast öster om den bergsrygg som Kebnekaises nord- och sydtopp ingår i. Längst upp i Tarfaladalen ligger det område som vanligen kallas Tarfala.
I Tarfala har Svenska Turistföreningen (STF) en fjällstuga. Cirka en kilometer i sydostlig riktning från Tarfalastugan ligger Tarfala forskningsstation, där det bedrivs fältstudier i glaciologi på Tarfalas glaciärer. Stationen tillhör Stockholms universitet. Forskarna studerar massbalans, avsmältning och andra egenskapar hos bland annat Storglaciären vid Tarfalastationen, som har engagerat vetenskapsmän över hela världen.

## Områdesbeskrivning
Området är högalpint och stenigt. Dalen omgärdas förutom av Kebnekaisemassivets utlöpare Norra och Södra Klippbergen även av Kaskasapakte (2 043 m ö.h.), Kaskasatjåkka (2 076 m ö.h.), Tarfalatjåkka (1 911 m ö.h.) och Tarfalapakte (1 806 m ö.h.). Flera glaciärer mynnar ut i dalen, varibland de största är Storglaciären, Isfallsglaciären och Kebnepakteglaciären. 
Området är populärt för glaciärvandring och alpin klättring. Från Ladtjovagge går en sommar- och vinterled fram till Tarfalajaure. Vidare finns inga officiella leder, men vanliga färdvägar är upp över Tarfalatjårrå och den så kallade Jojoleden mot Unna Räitavagge. Båda dessa har endast sporadisk stig- och sommarrösning och går mestadels i blockterräng.

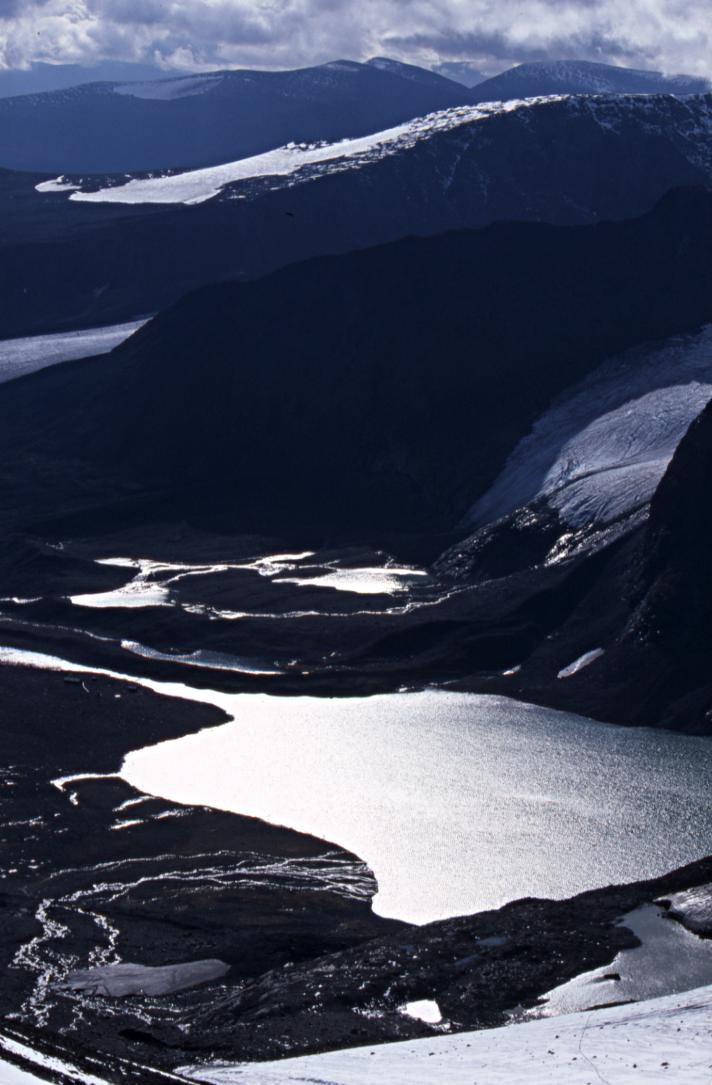
Tarfaladalen övre delen med Tarfalajaure och stugläget för STF-stugan skymtande vid utloppet. Isfallsglaciären bakom sjön. Fotot taget från Tarfalatjåkka 2003.
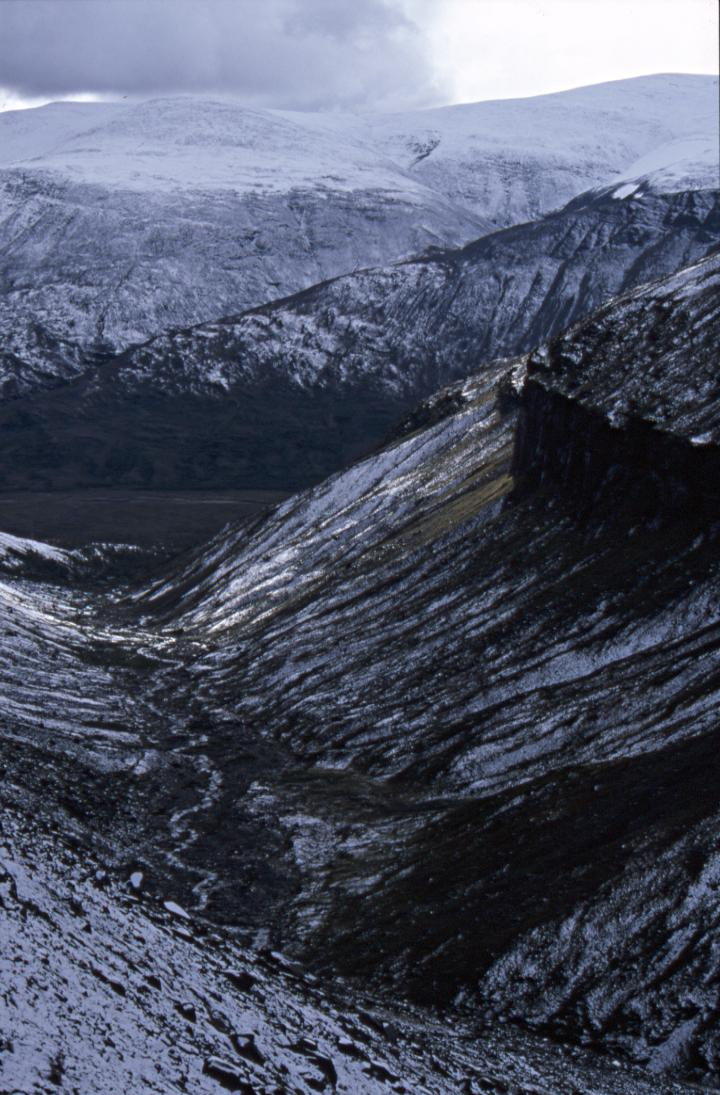
Tarfaladalens nedre del där den mynnar i Ladtjovagge, fotograferat från Kekkonentoppen 2003
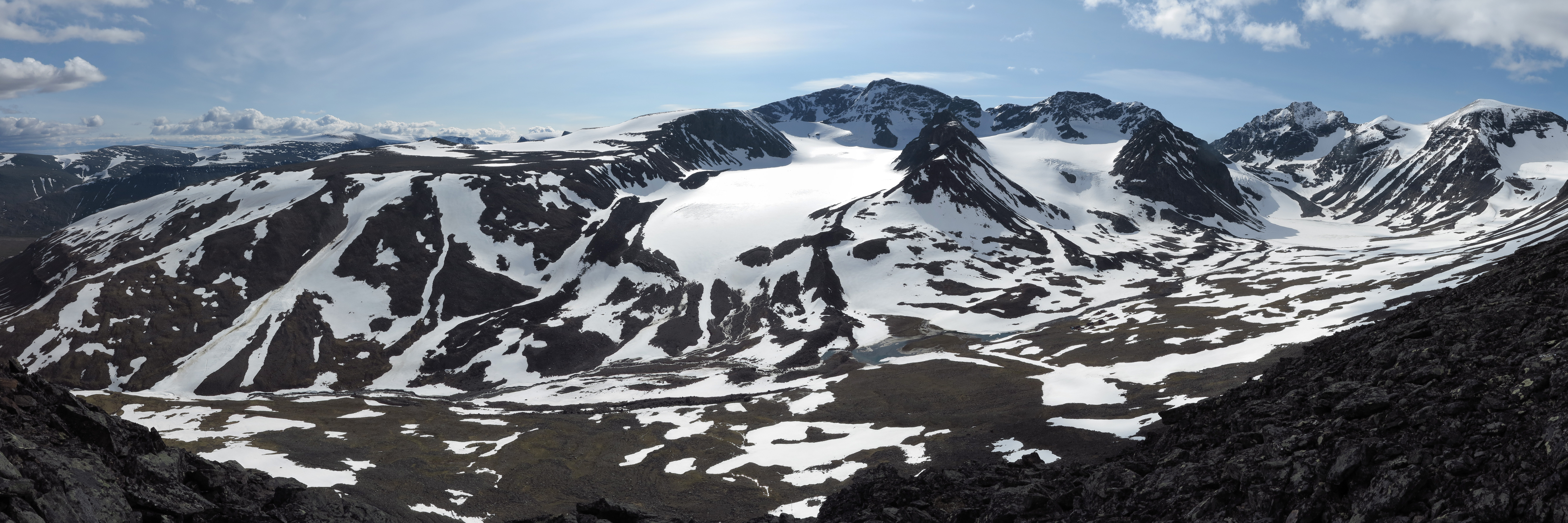
Panorama över Tarfaladalen

## Dalens kraftiga vindar
Dalen är även känd för att de mycket kraftiga katabatiska vindar som uppkommer och vetenskapliga stationen har den högsta officiellt registrerade vindhastigheten i Sverige på 81 m/s från den 20 december 1992. Det har dock förekommit senare episoder med extremt starka vindbyar varvid minst ett tillfälle när utrustningen blåst sönder och därför inte medgivit att uppgifter om vindstyrka kunnat mätas.[källa behövs]
Mellan jul och nyår 1992 drog en storm in från Atlanten och i februari 1993 drog ytterligare en storm in med vindbyar på 76 m/s. Vintern 1992/1993 förstörde det hårda vädret ett av forskningsstationens hus och skadade två mycket svårt. Det mest skadade huset spreds över ett 1 km stort område. Även en stålcontainer som stod på stationen flyttade sig ca 1 km.

## Källförteckning
- Per Holmlund (2012). Glaciärer. sid. 73. 978-91-85815-83-8